# Brickellia chenopodina
Brickellia chenopodina là một loài thực vật có hoa trong họ Cúc. Loài này được (Greene ex Wooton & Standl.) B.L.Rob. mô tả khoa học đầu tiên năm 1917.